# Sodiq Yusuff
Sodiq Olamide Yusuff (Lagos, 19 maggio 1993) è un artista marziale misto nigeriano.
Combatte nella divisione dei pesi piuma nella federazione statunitense UFC.

## Carriera nelle arti marziali miste

### Ultimate Fighting Championship
Yusuff ha fatto il suo debutto in UFC il 2 dicembre 2018 a UFC Fight Night: dos Santos vs. Tuivasa contro Suman Mokhtarian. Ha vinto il combattimento per KO tecnico al primo round.
Il secondo incontro di Yusuff è arrivato il 30 marzo 2019 di fronte a Sheymon Moraes, a UFC su ESPN 2. Ha vinto il combattimento per decisione unanime.
Yusuff ha affrontato Gabriel Benítez il 17 agosto 2019 a UFC 241. Ha vinto il combattimento al primo round.
Yusuff ha affrontato Andre Fili il 18 gennaio 2020 a UFC 246. Ha vinto il combattimento per decisione unanime.

## Risultati nelle arti marziali miste
| Risultato | Record | Avversario       | Metodo                           | Evento                                  | Data              | Round | Tempo | Città                        | Note                     |
| --------- | ------ | ---------------- | -------------------------------- | --------------------------------------- | ----------------- | ----- | ----- | ---------------------------- | ------------------------ |
| Sconfitta | 12-5   | Mairon Santos    | Decisione (unanime)              | UFC Fight Night: Burns vs. Morales      | 17 maggio 2025    | 3     | 5:00  | Las Vegas, Stati Uniti       | Ritorno nei pesi leggeri |
| Sconfitta | 12-4   | Diego Lopes      | KO tencico (pugni)               | UFC 300                                 | 13 aprile 2024    | 1     | 1:29  | Las Vegas, Stati Uniti       |                          |
| Sconfitta | 12-3   | Edson Barboza    | Decisione (unanime)              | UFC Fight Night: Yusuff vs. Barboza     | 14 ottobre 2023   | 5     | 5:00  | Las Vegas, Stati Uniti       | Fight of the Night       |
| Vittoria  | 12-2   | Don Shainis      | Sottomissione (guillotine choke) | UFC Fight Night: Dern vs. Yan           | 1 ottobre 2022    | 1     | 0:30  | Las Vegas, Stati Uniti       |                          |
| Vittoria  | 12-2   | Alex Caceres     | Decisione (unanime)              | UFC Fight Night: Santos vs. Ankalaev    | 12 marzo 2022     | 3     | 5:00  | Las Vegas, Stati Uniti       |                          |
| Sconfitta | 11-2   | Arnold Allen     | Decisione (unanime)              | UFC on ABC: Vettori vs. Holland         | 10 aprile 2021    | 3     | 5:00  | Las Vegas, Stati Uniti       |                          |
| Vittoria  | 11–1   | Andre Fili       | Decisione (Unanime)              | UFC 246                                 | 18 gennaio 2020   | 3     | 5:00  | Las Vegas, Stati Uniti       |                          |
| Vittoria  | 10–1   | Gabriel Benítez  | TKO (Pugni)                      | UFC 241                                 | 17 agosto 2019    | 1     | 4:14  | Anaheim, Stati Uniti         |                          |
| Vittoria  | 9–1    | Sheymon Moraes   | Decisione (Unanime)              | UFC on ESPN: Barboza vs. Gaethje        | 30 marzo 2019     | 3     | 5:00  | Filadelfia, Stati Uniti      |                          |
| Vittoria  | 8–1    | Suman Mokhtarian | TKO (Pugni)                      | UFC Fight Night: dos Santos vs. Tuivasa | 2 dicembre 2018   | 1     | 2:14  | Adelaide, Australia          |                          |
| Vittoria  | 7–1    | Mike Davis       | Decisione (Unanime)              | Dana White's Contender Series 14        | 24 luglio 2018    | 3     | 5:00  | Las Vegas, Stati Uniti       |                          |
| Vittoria  | 6–1    | Dylan Tuke       | TKO (Pugni)                      | Brave 10                                | 2 marzo 2018      | 1     | 0:46  | Amman, Giordania             |                          |
| Sconfitta | 5–1    | Luis Gomez       | KO (Pugni)                       | Titan FC 47                             | 15 dicembre 2017  | 1     | 4:12  | Fort Lauderdale, Stati Uniti |                          |
| Vittoria  | 5–0    | Vadim Ogar       | KO (Pugno)                       | CFFC 66                                 | 5 agosto 2017     | 1     | 0:30  | Atlantic City, Stati Uniti   |                          |
| Vittoria  | 4–0    | Chuka Willis     | Decisione (Unanime)              | VFC 56                                  | 14 aprile 2017    | 3     | 5:00  | Omaha, Stati Uniti           |                          |
| Vittoria  | 3–0    | Devin Turner     | TKO (Pugni)                      | VFC 54                                  | 12 settembre 2016 | 2     | 2:25  | Omaha, Stati Uniti           |                          |
| Vittoria  | 2–0    | John Ramirez     | Decisione (Unanime)              | VFC 52                                  | 16 luglio 2016    | 3     | 5:00  | Omaha, Stati Uniti           |                          |
| Vittoria  | 1–0    | Alvin Mercer     | TKO (Pugni)                      | Shogun Fights 14                        | 15 aprile 2016    | 2     | 0:22  | Baltimora, Stati Uniti       |                          |